# Bakkers (Brugge)

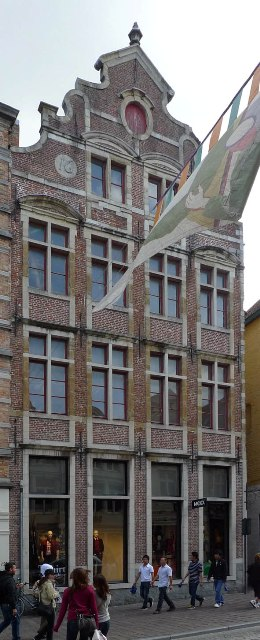
Het ambachtshuis van de bakkers

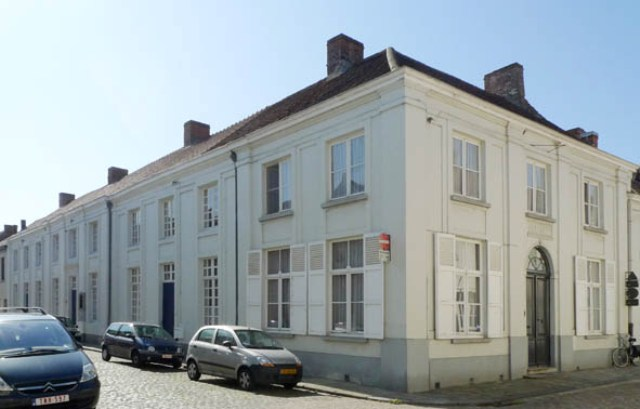
De Bakkersrente (godshuizen en huis van de kapelaan) van het bakkersambacht in de Zwarte-Leertouwersstraat

De bakkers vormden een van de belangrijkste ambachten in Brugge.

## Geschiedenis
Dat het ambacht van de bakkers, leveranciers van een essentieel element in de voedselvoorziening, tot de eerste behoorde om tot stand te komen en voorrechten te verkrijgen, is begrijpelijk. De aanvaarde hypothese is dat het ambacht al minstens in 991 bestond, aangezien de graaf van Vlaanderen toen dertien schepenen van Brugge aanduidde, onder wie zich een deken van de broodbakkers zou bevonden hebben. Een andere hypothese situeert de oprichting in 1125 en leidde er toe dat de Bakkersbond in 1931 (met wat vertraging) het achthonderdjarig bestaan van zijn vereniging vierde. Volgens professor Jan Van Houtte bestond het ambacht alleszins al voor 1280. 
Het groeide uit tot een belangrijk ambacht dat permanent een van de zwaerdekens leverde. Deze overkoepelende rol bracht mee dat het bakkersambacht zeggenschap had over achttien ondergeschikte ambachten: pasteibakkers, zoetekoekbakkers oflijfkoekbakkers, molenaars, korenverkopers en korendragers, maar ook, via die zwaerdeken, over een resem kleinere ambachten die niets met voeding te maken hadden: chirurgijns, hoedenmakers, mandenmakers, blekers, hoveniers, neringdoeners van de kruidhalle, apothekers en drogisten, bogenmakers voor muziekinstrumenten, spellenmakers, kistenmakers, stoeldraaiers, drakenmakers.
Naast de overkoepelende zwaerdeken, bestond het bestuur uit een jaarlijks verkozen deken en vijf 'vinders'. Sommige documenten zijn bewaard vanaf 1335. Verder was er een  gouverneur of financieel bestuurder en een klerk. Meestal had men ook een kapelaan in dienst. De broodbakkers zelf kregen de functie van deken en de vier eerste vinderfuncties bestendig toegewezen. De vijfde vinder was altijd een pasteibakker. Nauw bij het bakkersambacht betrokken was de Korenmarkt, waarvan het bestuur bestond uit een door het stadsbestuur aangesteld comité van deken en zorgers, dat toezicht hield op de verhandeling van granen op de markt. 
De bakkers vereerden als patroons Sint-Aubertus en Sint-Lucia. Ze hadden hun eigen kapel, gebouwd in 1469, in de Kruitenbergstraat, op de hoek van de Zwarteleertouwersstraat. Naast de kapel werd een woonst gebouwd voor de kapelaan en voor de klerk van het ambacht. Daarnaast werd de Bakkersrente gebouwd, een reeks godshuizen ten behoeve van oude of noodlijdende beroepsgenoten. In de Steenstraat kochten de bakkers in 1459 het huis De Drie Monniken, op de hoek van de Sint-Niklaasstraat, dat hun ambachtshuis werd. De gelijkvloers werd als herberg verhuurd. Waarschijnlijk was het een huis met houten gevel, want in 1650, toen het werd afgebroken en herbouwd, werd genoteerd dat de nieuwbouw een schoon huis met steene ghevele was. Na de herbouwing werd het huis verhuurd als hotel. Het ambacht was ook eigenaar van twee graanmolens: een watermolen, gelegen tussen de Katelijnepoort en het Minnewater en een windmolen, Sint-Aubertus genaamd, op de stadsvest einde van de Carmersstraat.
Het ambacht stond, als producent van een levensnoodzakelijk voedsel, onder strenge controle van het stadsbestuur. De kwaliteit van het brood, het gewicht en de prijs stonden onder permanente toezicht. Brood was anderzijds het voor de hand liggende product dat aan de arme bevolking werd geschonken of met prijsvermindering verkocht, door de overheid of door welstellende burgers. Begrafenissen gingen vaak gepaard met een broodbedeling. Wanneer een economische crisis optrad, was dit vaak een gelegenheid tot hongeroproer en waren de bakkers de eerste mikpunten van de arme bevolking.

## Broodbakker
De bakker bakte brood volgens de strikte regels die in het keurboek van de bakkers en broodwegers was opgetekend. Er waren afzonderlijke formules voor de  verschillende soorten brood: tarwebrood, roggebrood, gebeterd brood, 'gesight' brood, eierbrood. Het tarwebrood bestond wit, half-wit en huishoudbrood. Het roggebrood was bruin van kleur. Een hallegebod in 1552 bepaalde dat alleen de vrije broodbakkers, aangesloten bij het ambacht, brood mochten bakken en er hun merkteken moesten op aanbrengen, zodat controle mogelijk was. De controle gebeurde door de officieel aangestelde broodwegers, die bij alle bakkers minstens eenmaal per week langskwamen. 
De vele reglementen konden niet verhinderen dat de vrije bakkers, lid van het ambacht, concurrentie kregen van onvrije bakkers, die weliswaar geen winkel mochten houden, maar toch hun brood op onofficiële wijze verkocht kregen.

## Pasteibakker
Pastei wees naar een fijn gebak dat gevuld werd met gehakt vlees, gevogelte of wild. De volgende pasteien werden aangeboden: vleespastei, hazenpastei, fazantenpastei, kippenpastei en vispastei. Een pastei bestond uit een omhulsel en een deksel, met het vulsel binnenin.
Men moest wel vrije bakker zijn en tot het ambacht behoren om pasteibakker te kunnen worden. In dit geval moest men het broodbakken echter verlaten, de twee activiteiten waren niet verenigbaar. Ook deze activiteit kende de concurrentie vanwege niet-vrije bakkers die pasteien en taarten bakten. In 1636 verbood het stadsbestuur deze activiteit, op verzoek van het ambacht. Of dit verbod werd opgevolgd, is niet zeker.

## Taartenbakker
Met taarten bedoelde men een ovengebak, versierd met slagroom, jam, appelen, marsepein, morellen en andere vruchten. De taartenbakker produceerde verschillende soorten taarten, naargelang de gebruikte ingrediënten.

## Zoetekoekbakker
Ontbijtkoek noemde men het in de middeleeuwen, of ook peperkoek en zoetekoek. Een zoetekoekbakker mocht, volgens het keurboek van de bakkers ook nog andere lekkernijen produceren, zoals mokken, peperbollen, krakelingen, beschuiten, zuikerkoeken en mastellen. Ook deze activiteit mocht niet gecumuleerd worden met die van broodbakker, maar veel bakkers stoorden zich daar niet aan.

## Suikerbakker
Een suikerbakker bakte soufflés, bereidde marmelades, gelei en gekonfijt fruit. De Brugse suikerbakker Karel Moentack stelde een kookboek samen met recepten. Konfijten deed men met sinaasappels, citroenen, perziken, peren, pruimen, okkernoten, appelen, meloenen, krieken, bessen, meloenen en pompoenen. 
De suikerbakker had ook de bevoegdheid wafels te bakken en oliebollen. Ook hier was men verondersteld eerst vrije bakker te zijn geworden, alvorens suikerbakker te mogen worden. Het is niet waarschijnlijk dat hieraan streng de hand werd gehouden.

## Ammunitiebakker
Een bakker kon brood bakken voor militaire doeleinden. Dit was brood als een ander, met het verschil dat er minder taksen op gelegd werden. Bakkers vonden het dan ook een concurrentieel voordeel om in hun winkels ook aan de gewone particulier ammunitiebrood aan te bieden. Dit werd verboden, des te meer wanneer er geen legereenheden in de stad aanwezig waren. Opnieuw was het niet zeker dat het verbod door iedereen werd opgevolgd.

## Na de Franse Revolutie
Het bakkersambacht werd op het einde van het ancien régime wel opgeheven, maar bleef toch onder de vorm van een beroepsvereniging en onder de naam Bakkersbond actief tot ver in de twintigste eeuw. Veel van de gebods- en verbodsbepalingen uit het ancien regime bleven achterwege.